# Intermontane Plateaus
Intermontane Plateaus (česky Oblast plošin, pánví a hřbetů) je jeden z osmi regionů fyzické geografie Spojených států amerických. Leží na západě země. V regionu se nachází mezihorské plošiny a horská pásma. Oblast plošin, pánví a hřbetů (Intermontane Plateaus) se dělí na jednotlivé provincie, a dále se dělí na jednotlivé oblasti.

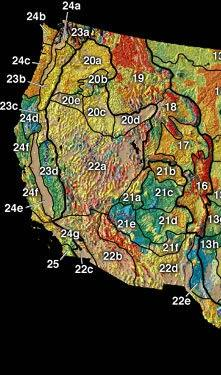
20. Kolumbijská plošina; 21. Koloradská plošina; 22. Oblast pánví a hřbetů

## Členění

### Kolumbijská plošina
(Columbia Plateau Province)
- Plošina Walla Walla (Walla Walla Plateau) / 20a
- Oblast Blue Mountain / 20b
- Oblast Payette (Payette section) / 20c
- Snake River Plain / 20d
- Harneyská oblast (Harney section) / 20e

### Oblast pánví a hřbetů
(Basin and Range Province)
- Velká pánev (Great Basin section) / 22a
- Sonorská poušť (Sonoran Desert) / 22b
- Saltonský prolom (Salton Trough) / 22c
- Mexická vysočina (Mexican Highland) / 22d
- Oblast Sacramento (Sacramento section) / 22e

### Koloradská plošina
(Colorado Plateau Province)
- Vysoké plošiny (High Plateaus of Utah) / 21a
- Pánev Uinta (Uinta Basin) / 21b
- Země kaňonů (Canyon Lands) / 21c
- Navajská oblast (Navajo section) / 21d
- Oblast Velkého kaňonu (Grand Canyon section) / 21e
- Datilská oblast (Datil section)[1] / 21f